# Gemenii (constelație)

## Obiecte cerești
- IC 443
- Messier 35
- Nebuloasa Eschimosul

Coordonate:  07h 00m 00s, +20° 00′ 00″